# Кубок Польщі з футболу 1996—1997
Кубок Польщі з футболу 1996–1997 — 43-й розіграш кубкового футбольного турніру в Польщі. Титул здобула Легія (Варшава).

## Календар
| Раунд            | Дата                        | Матчі | Клуби    |
| ---------------- | --------------------------- | ----- | -------- |
| Попередній раунд | 30 червня - 15 липня 1996   | 9     | 103 → 94 |
| Перший раунд     | 24-28 липня 1996            | 20    | 94 → 74  |
| Другий раунд     | 6-28 серпня 1996            | 28    | 74 → 46  |
| Третій раунд     | 21 серпня - 19 вересня 1996 | 14    | 46 → 32  |
| 1/16 фіналу      | 28-29 вересня 1996          | 16    | 32 → 16  |
| 1/8 фіналу       | 9-13 листопада 1996         | 8     | 16 → 8   |
| 1/4 фіналу       | 16 квітня 1997              | 4     | 8 → 4    |
| 1/2 фіналу       | 15 травня 1997              | 2     | 4 → 2    |
| Фінал            | 29 червня 1997              | 1     | 2 → 1    |

## Попередній раунд
| Команда 1                              | Рахунок | Команда 2              |
| -------------------------------------- | ------- | ---------------------- |
| 26 червня 1996                         |         |                        |
| Оркан (Сохачев)                        | 1:3     | Окенце (Варшава)       |
| 30 червня 1996                         |         |                        |
| Гетьман (Орхово)                       | 0:5     | Погонь (Здунська Воля) |
| 3 липня 1996                           |         |                        |
| Дискоболія (Гродзиськ-Великопольський) | 4:2     | Орзел (Валч)           |
| Гурник (Польковіце)                    | 2:3     | КемБуд (Єленя-Ґура)    |
| Обра (Косцян)                          | 4:0     | ЛКС Янкови             |
| ЛКС Тересполь                          | 0:5     | Погонь (Седльце)       |
| Погонь (Лемборк)                       | +:-     | Ґопланя (Іновроцлав)   |
| Морцінек (Качице)                      | 0:8     | Вавель (Краків)        |
| 15 липня 1996                          |         |                        |
| Вікторія (Явожно)                      | 5:3     | Одра (Ополе)           |

## Перший раунд
| Команда 1              | Рахунок      | Команда 2                              |
| ---------------------- | ------------ | -------------------------------------- |
| 24 липня 1996          |              |                                        |
| Олімпія (Ельблонг)     | 0:3          | Вармя (Ольштин)                        |
| Бленкітні (Кельці)     | 0:6          | Цераміка (Опочно)                      |
| ЛКС Завада (Нови Сонч) | 0:2          | Тлокі Сталь (Ґожице)                   |
| Любушанін (Дрезденко)  | 1:0          | Окенце (Варшава)                       |
| Влукняж (Б'ялисток)    | 1:2 дч       | Вігри (Сувалки)                        |
| Погонь (Седльце)       | 3:1          | ЛКС (Ломжа)                            |
| ЛКС Кольбуди           | 1:2          | Погонь (Лемборк)                       |
| Млавянка (Млава)       | 5:3 дч       | Елана (Торунь)                         |
| Гвардія (Кошалін)      | 1:0          | Дискоболія (Гродзиськ-Великопольський) |
| КемБуд (Єленя-Ґура)    | 2:1 дч       | Гутнік (Щецин)                         |
| Заджев (Завадувка)     | 0:7          | Гурник (Ленчна)                        |
| П'яст (Червенськ)      | 1:2          | Обра (Косцян)                          |
| МКС Пшасниш            | 0:2          | МКС Кутно                              |
| Погонь (Здунська Воля) | 1:2 дч       | Мень (Ліпно)                           |
| МЗКС Козеніце          | 2:2 пен. 3:4 | Старт (Лодзь)                          |
| Вікторія (Явожно)      | 3:2          | Вавель (Краків)                        |
| Спарта (Зембіце)       | 2:2 пен. 4:3 | Мото (Єльч Олава)                      |
| Ракув-2 (Ченстохова)   | 4:1          | Віслока (Дембиця)                      |
| Полонія (Перемишль)    | 2:1          | Сталь (Сянік)                          |
| 28 липня 1996          |              |                                        |
| Лада (Білгорай)        | 1:3          | Сталь (Ряшів)                          |

## Другий раунд
| Команда 1              | Рахунок      | Команда 2                       |
| ---------------------- | ------------ | ------------------------------- |
| 6 серпня 1996          |              |                                 |
| Цераміка (Опочно)      | 2:3          | Вісла (Краків)                  |
| Вармя (Ольштин)        | 0:2          | Полонія (Варшава)               |
| Мень (Ліпно)           | 0:2          | Медзь (Легниця)                 |
| Вігри (Сувалки)        | 0:2          | Єзьорак (Ілава)                 |
| Старт (Лодзь)          | 3:1          | Напшуд (Ридултови)              |
| 7 серпня 1996          |              |                                 |
| Гутнік (Варшава)       | 0:3          | Крісбут (Мишкув)                |
| Мотор (Люблін)         | 0:1          | Окоцимскі (Бжесько)             |
| Погонь (Седльце)       | 1:0          | КСЗО (Островець-Свентокшиський) |
| Сталь (Ряшів)          | 4:0          | Авіа (Свідник)                  |
| Вікторія (Явожно)      | 2:0          | РКС (Радомсько)                 |
| Тлокі Сталь (Ґожице)   | 0:2          | Краковія (Краків)               |
| Ракув-2 (Ченстохова)   | 1:0 дч       | Полонія (Битом)                 |
| Спарта (Зембіце)       | 1:2          | Одра (Водзіслав-Шльонський)     |
| Погонь (Лемборк)       | 1:3          | Завіша (Бидгощ)                 |
| Карконоше (Єленя-Ґура) | 0:1 дч       | Шомберки (Битом)                |
| Полонія (Гданськ)      | 0:2          | Гурник (Конін)                  |
| Балтик (Гдиня)         | 0:2          | Варта (Намислув)                |
| Гвардія (Кошалін)      | 1:2 дч       | Стільон (Гожув-Великопольський) |
| Варта (Познань)        | 3:2          | Хробри (Глогув)                 |
| Шленза (Вроцлав)       | 0:1          | Лехія (Зелена Гура)             |
| Млавянка (Млава)       | 2:4 дч       | Петрохемя (Плоцьк)              |
| Гурник (Ленчна)        | 0:3          | Унія (Тарнів)                   |
| МКС Кутно              | 0:1          | Світ (Новий-Двір-Мазовецький)   |
| Люблінянка (Люблін)    | 1:3 дч       | Сталь (Стальова Воля)           |
| Ягеллонія (Білосток)   | 2:2 пен. 5:4 | Помезаня (Мальборк)             |
| Любушанін (Дрезденко)  | 2:1 дч       | Хемік (Полице)                  |
| Полонія (Перемишль)    | 2:3          | Гетьман (Замостя)               |
| 28 серпня 1996         |              |                                 |
| Обра (Косцян)          | 0:3          | Рух (Хожув)                     |

## Третій раунд
| Команда 1             | Рахунок      | Команда 2                       |
| --------------------- | ------------ | ------------------------------- |
| 21 серпня 1996        |              |                                 |
| Краковія (Краків)     | 0:1          | Одра (Водзіслав-Шльонський)     |
| Гетьман (Замостя)     | 3:0          | Світ (Новий-Двір-Мазовецький)   |
| Вікторія (Явожно)     | 1:2          | Вісла (Краків)                  |
| Окоцимскі (Бжесько)   | 0:2          | Крісбут (Мишкув)                |
| Сталь (Ряшів)         | 2:1 дч       | Унія (Тарнів)                   |
| Ракув-2 (Ченстохова)  | 1:1 пен. 3:1 | Сталь (Стальова Воля)           |
| Погонь (Седльце)      | 0:6          | Полонія (Варшава)               |
| Ягеллонія (Білосток)  | 0:2          | Єзьорак (Ілава)                 |
| Медзь (Легниця)       | 5:2          | Шомберки (Битом)                |
| Старт (Лодзь)         | 2:3          | Завіша (Бидгощ)                 |
| Гурник (Конін)        | 0:1          | Петрохемя (Плоцьк)              |
| Любушанін (Дрезденко) | 3:0          | Лехія (Зелена Гура)             |
| Варта (Познань)       | 0:1          | Стільон (Гожув-Великопольський) |
| 19 вересня 1996       |              |                                 |
| Варта (Намислув)      | 0:1          | Рух (Хожув)                     |

## 1/16 фіналу
| Команда 1                       | Рахунок      | Команда 2                   |
| ------------------------------- | ------------ | --------------------------- |
| 28-29 вересня 1996              |              |                             |
| Сярка (Тарнобжег)               | 1:2 дч       | Одра (Водзіслав-Шльонський) |
| Гетьман (Замостя)               | 4:2          | Сокол (Тихи)                |
| Лехія/Олімпія (Гданськ)         | 1:4 дч       | Полонія (Варшава)           |
| Крісбут (Мишкув)                | 0:1          | Заглембє (Любін)            |
| Сталь (Ряшів)                   | 0:1          | Ракув (Ченстохова)          |
| Ракув-2 (Ченстохова)            | 0:4 дч       | ГКС (Катовиці)              |
| Вісла (Краків)                  | 1:0          | ЛКС (Лодзь)                 |
| Єзьорак (Ілава)                 | 1:3 дч       | Легія (Варшава)             |
| Медзь (Легниця)                 | 3:4          | Гурник (Забже)              |
| Завіша (Бидгощ)                 | 0:3          | ОКС Стоміл (Ольштин)        |
| Петрохемя (Плоцьк)              | 5:3 дч       | ГКС (Белхатув)              |
| Любушанін (Дрезденко)           | 0:5          | Аміка (Вронкі)              |
| Стільон (Гожув-Великопольський) | 0:3          | Відзев (Лодзь)              |
| Рух (Хожув)                     | 3:2 дч       | Шльонськ (Вроцлав)          |
| Сталь (Мелець)                  | 4:2          | Гутник (Краків)             |
| Погонь (Щецин)                  | 1:1 пен. 4:3 | Лех (Познань)               |

## 1/8 фіналу
| Команда 1          | Рахунок | Команда 2                   |
| ------------------ | ------- | --------------------------- |
| 9 листопада 1996   |         |                             |
| Гетьман (Замостя)  | 1:0     | Вісла (Краків)              |
| Петрохемя (Плоцьк) | 4:0     | ОКС Стоміл (Ольштин)        |
| 13 листопада 1996  |         |                             |
| Сталь (Мелець)     | 0:4     | Одра (Водзіслав-Шльонський) |
| ГКС (Катовиці)     | 3:0     | Заглембє (Любін)            |
| Відзев (Лодзь)     | 5:1     | Ракув (Ченстохова)          |
| Легія (Варшава)    | 1:0     | Гурник (Забже)              |
| Рух (Хожув)        | 1:0     | Полонія (Варшава)           |
| Погонь (Щецин)     | 4:0     | Аміка (Вронкі)              |

## 1/4 фіналу
| Команда 1                   | Рахунок | Команда 2         |
| --------------------------- | ------- | ----------------- |
| 16 квітня 1997              |         |                   |
| Петрохемя (Плоцьк)          | 2:3     | Відзев (Лодзь)    |
| ГКС (Катовиці)              | 4:0     | Гетьман (Замостя) |
| Легія (Варшава)             | 4:1     | Погонь (Щецин)    |
| Одра (Водзіслав-Шльонський) | 3:2     | Рух (Хожув)       |

## 1/2 фіналу
| Команда 1       | Рахунок | Команда 2                   |
| --------------- | ------- | --------------------------- |
| 15 травня 1997  |         |                             |
| ГКС (Катовиці)  | 2:0     | Відзев (Лодзь)              |
| Легія (Варшава) | 3:0     | Одра (Водзіслав-Шльонський) |

## Фінал
| 29 червня 1997 |

| Легія (Варшава)               | 2:0      | ГКС (Катовиці) |
| ----------------------------- | -------- | -------------- |
| Черешевскі 41' Соколовскі 86' | Протокол |                |

| Стадіон ЛКС, Лодзь Глядачів: 4 000 Арбітр: Збіґнев Пшесмицкі |